# ジャニーズJr.解散グループ (2000年以降)
ジャニーズJr.解散グループ（ジャニーズジュニアかいさんグループ）では、過去に芸能事務所ジャニーズ事務所に所属するジャニーズJr.内に存在したグループを取り挙げる。
グループ結成順。メンバーの所属状況は活動当時のものとする。

## B.B.D.
グループ名は「Best Beat Dancing」の略。
メンバー
2000年夏（『ジャニーズジュニア名鑑 2000 SUMMER VOL.8』刊行時）
- 中丸雄一、上田竜也、橋田康、伊藤達哉

2001年春（『ジャニーズジュニア名鑑 2001 SPRING VOL.9』刊行時）
- 中丸雄一、上田竜也、橋田康、伊藤達哉、田中聖

## M.A.D.
2011年からは"MAD"として活動。

## A.B.C.
2001年結成。A.B.C-Zの前身。

## V.WEST
2001年3月結成。

## M.A.O.
メンバー
2001年春（『ジャニーズジュニア名鑑 2001 SPRING VOL.9』刊行時）
- 大堀治樹、福原一哉、大倉忠義、伊藤政氏

## ☆☆I★N★G★進行形
2001年3月結成。

## K.K.Kity
旧グループ名「J-Support」。2001年10月結成。

## Ya-Ya-yah
2001年冬結成。

## Four Tops
2002年結成。「4TOPS」や「FOUR TOPS」と表記されることもある。タッキー&翼のバックダンサーを務めるなど、ユニットとして活動したものの、社長のジャニー喜多川からは「このメンツでデビューすることはない。YOUたちはそれぞれのところで頑張るからFOUR TOPSだよ」と言われていたという。2003年、NEWSの結成により解散となった。活動終了後もファンの間では伝説として語り継がれるユニットだったが、2018年、タッキー&翼が『ジャニーズカウントダウンライブ 2018-2019 平成ラストの夢物語!ジャニーズ年越し生放送』でラストステージを踏むことを受け、バックダンサーとして約16年振りに再結成された。
メンバー
- 山下智久
- 生田斗真
- 風間俊介
- 長谷川純

出演
- ジャニーズカウントダウンライブ 2018-2019 平成ラストの夢物語!ジャニーズ年越し生放送（2018年12月31日、東京ドーム）

オリジナル曲
- 波（作詞・作曲：田澤智昭） - JASRAC作品コード：106-3290-5
- U-WA U-WA（作詞：TAKESHI、作詞：飯田　建彦） - JASRAC作品コード：103-5110-8

## 田組
田んぼ組の前身。2002年にジャニー喜多川の「宮田俊哉を中心としたユニットを作ろう」という提案により結成された。
メンバー
- 宮田俊哉
- 池田優
- 江田剛
- 吉田雄基
- 村田和哉
- 黒田幸誠

## H is H
読みはエイチ・イズ・エイチ。コンサートや舞台で見せるダンスに定評のある4人で結成された。東山紀之の提案により、じゃんけんでリーダーは萩原幸人に決まった。
メンバー
- 萩原幸人
- 島田直樹
- 橋田康
- 石田友一

出演
- PLAYZONE'03 Vacation（2003年7月14日 - 8月17日、青山劇場）

## Jr.BOYS
メンバーは流動的だった。
メンバー
- 髙木雄也
- 藤ヶ谷太輔
- 北山宏光
- 渡辺翔太
- 野澤祐樹
- 岩本照
- 深澤辰哉
- 阿部亮平
- 宮舘涼太

出演
- 関西ジャニーズJr. 大阪城ホール FIRST CONCERT2007（2007年5月6日、大阪城ホール）
- ジャニーズJr.の大冒険!'07 @メリディアン（2007年8月15日 - 24日、ホテルパシフィックメリディアン）
- 春休み all関西ジャニーズJr. with中山優馬 in 大阪城ホール（2010年3月28日・29日、大阪城ホール）

## 嵐組
嵐のコンサートでバックダンサーを務めるジャニーズJr.の総称。
- 藤ヶ谷太輔[31]
- 増田貴久[31]
- 北山宏光[31]
- 宮田俊哉[31]

## 関西BOYS
「関西BOY'S」と表記されることもある。
メンバー
時期不明
- 神山智洋

『duet』2004年6月号
- 山碕薫太、濵田崇裕、中田大智、林真鳥、中本進也

『Wink up』2005年9月号
- 山碕薫太、濵田崇裕、中田大智、中本進也

『Wink up』2006年3月号発売時
- 山碕薫太、濵田崇裕、中田大智、林真鳥

『Wink up』2006年5月号発売時
- 山碕薫太、濵田崇裕、中田大智

『POTATO』2006年9月号発売時
- 山碕薫太、濵田崇裕、中田大智、林真鳥、室龍太、伊藤政氏

## BOYS
ユニット名は「ボクタチ オーサカ ヤンキー ショーネン」の略。「B.O.Y.S」と表記されることもある。関西Jr.内ユニット・B.A.D.と行動をともにする場合B.A.D.BOYSとして活動。山碕や室龍太はのちにVeteranのメンバーとして活動するようになり、濵田・中田の2人で「BOYS」としての活動を続けた。2011年3月に中田が音信不通となり、その後事務所を退所したため、ユニットとしての活動がみられなくなる。
メンバー
- 濵田崇裕
- 中田大智

過去のメンバー
- 室龍太（室3兄弟との活動を経てVeteranへ移籍）
- 山碕薫太（2008年12月頃からVeteranへ移籍）

出演
コンサート・舞台
- ファーストWinterコンサート2006（2006年12月16日 - 25日、大阪松竹座）
- 関西ジャニーズJr. 大阪城ホール FIRST CONCERT2007（2007年5月6日、大阪城ホール）
- 関西ジャニーズJr. 大阪松竹座 2007（2007年8月6日 - 8月23日、大阪松竹座）
- JOHNNYS'Jr. Hey Say 07 in YOKOHAMA ARENA（2007年9月23日 - 9月24日、横浜アリーナ）
- 関西ジャニーズJr. Xmas in 松竹座 おめでとう in 城ホール 前夜祭（2007年12月24日 - 25日、大阪松竹座）
- 関西ジャニーズJr. おめでとう in 城ホール（2008年1月3日、大阪城ホール）
- DREAM BOYS（2008年4月4日 - 16日、梅田芸術劇場メインホール）
- 関西ジャニーズJr. @大阪松竹座 2008夏（2008年8月19日 - 8月28日、大阪松竹座）
- バッテリー・ごくせん大阪凱旋コンサート（2008年9月1日 - 2日、梅田芸術劇場）中田・濵田でMC
- 関西Jr.ユニットコンサート in 大阪松竹座2008〔室3兄弟との合同公演〕（2008年12月7日 - 9日、大阪松竹座）中田・濵田
- 内博貴 年末年始 Rockな仲間たち大集合!（2008年12月19日 - 21日、横浜アリーナ / 2009年1月2日 - 4日、大阪城ホール）中田・濵田
- 関西ジャニーズJr.'08 Merry X'mas Concert（2008年12月23日 - 26日、梅田芸術劇場）中田・濵田
- 関西ジャニーズJr. UME（ユメ）コン2009（2009年6月18日 - 20日、梅田芸術劇場）
- Tough Weeds 光の射すほうへ…AND SHOW TIME（2009年8月2日 - 27日、大阪松竹座）
- 関西ジャニーズJr. Xマスやで! 全員集合! @大阪松竹座 '09（2009年12月15日 - 20日、大阪松竹座）
- 春休み all関西ジャニーズJr. with中山優馬 in 大阪城ホール（2010年3月28日・29日、大阪城ホール）
- 少年たち 〜格子なき牢獄〜（2010年8月3日 - 28日、大阪松竹座）
- 年末ヤング東西歌合戦!東西Jr.選抜大集合2010!A.B.C-Z+ジャニーズJr.選抜 VS 中山優馬+関西Jr.選抜（2010年11月26日・27日、NHKホール）濵田
- 関西ジャニーズJr. X'Masコンサート2010（2010年12月4日 - 12月25日、大阪松竹座）
- 関西ジャニーズJr. あけましておめでとうコンサート 2011（2011年1月2日・3日、大阪城ホール）

ラジオ
- 関西ジャニーズJr.もぎたて関ジュース（2007年4月 - 、ラジオ関西）

オリジナル曲
- 夢色クロニクル（作詞：MADOKA、作曲：白井裕紀） - JASRAC作品コード：144-5492-1
- Love or Guilty（作詞・作曲：宮崎歩） - JASRAC作品コード：134-1055-5
- さよなら〜二人の空〜（作詞：泉典孝・BOYS、作曲：泉典孝） - JASRAC作品コード：165-4054-9
- Stay Gold（作詞：古屋真、作曲：H-WONDER） - JASRAC作品コード：158-2310-5
- Battle（作詞：白井裕紀、作曲：清水昭男）- JASRAC作品コード：153-0592-9
- A HA HA（作詞・作曲：宮﨑歩）- JASRAC作品コード：148-6876-8
- CHANCE（作詞・作曲：オオヤギヒロオ）- JASRAC作品コード：126-6092-2

## B.A.D.BOYS
関西Jr.内ユニット・B.A.D.とBOYSが共に活動する際に使用されたユニット名。「BAD BOYS」と表記されることもある。
メンバー
- B.A.D.
  - 中間淳太
  - 桐山照史

- BOYS
  - 濵田崇裕
  - 中田大智
  - 室龍太
  - 山碕薫太

## mint
メンバー
- m 松本光平
- i 伊野尾慧
- n 二階堂高嗣
- t 玉森裕太

## J.J.Express
2004年結成。2007年11月、Hey! Say! JUMP結成に伴い、消滅。

## Kis-My-Ft.
2004年4月結成。2005年夏、A.B.C.Jr.と合体し、Kis-My-Ft2が結成されたことにより消滅。

## Question?
2004年結成。

## 田んぼ組
メンバー
- 宮田俊哉
- 池田優
- 江田剛
- 吉田雄基

## A.B.C.Jr.
2005年夏、Kis-My-Ft.と合体し、Kis-My-Ft2が結成されたことにより消滅。
メンバー
『Wink up』2004年11月号刊行時
- 二階堂高嗣、千賀健永、山澤誠、林翔太、亀井拓、山本亮太

最終メンバー
- 二階堂高嗣、千賀健永、宮田俊哉、玉森裕太

## small but BIG 4
2006年1月の舞台『DREAM BOYS』でスペシャリスト集団として登場。ユニット名には「小さいけれど偉大な4人」という意味が込められており、特化した能力をもつメンバーが集められている。
メンバー
- 中島裕翔（演技）
- ゴトウ泰観（バイオリン）
- ジョーイ・ティー（ダンス）
- トミー・真央（バトン）

出演
- DREAM BOYS（2006年1月3日 - 1月29日、帝国劇場）

## TOPS
メンバー
- ゴトウ泰観
- ジョーイ・ティー
- トミー・真央
- 藤間貴彦

出演
- ジャニーズJr.の大冒険!（2006年8月15日 - 25日、ホテル・グランパシフィック・メリディアン パレ・ロワイヤル）

## Veteran
当初は「通称・チームべてらん」や「通称“ベテラン”」という名前で浜中・室龍規・伊藤・菊岡の4人で活動していたが、2008年12月の大阪松竹座のコンサートで山碕が加入（雑誌『POTATO』2009年2月号や『Wink up』2009年3月号では山碕が入って5人での初撮影の様子が綴られている）。その後室龍太も加入し、6人で活動。その後、伊藤が抜けて5人となり、2012年に室龍規がジャニーズ事務所を退所してからは4人で活動した。
メンバー
- 浜中文一
- 菊岡正展
- 山碕薫太（2008年12月頃加入）
- 室龍太（途中加入）

過去のメンバー
- 伊藤政氏
- 室龍規

出演
舞台・コンサート
- ファーストWinterコンサート2006（2006年12月16日 - 25日、大阪松竹座）伊藤・浜中・室龍規・菊岡
- 関西ジャニーズJr. 大阪城ホール FIRST CONCERT2007（2007年5月6日、大阪城ホール）自称・ベテランとして
- 関西ジャニーズJr. 大阪松竹座 2007（2007年8月6日 - 8月23日、大阪松竹座）通称・チームべてらんとして（伊藤・浜中・室龍規・菊岡）
- 関西ジャニーズJr. Xmas in 松竹座 おめでとう in 城ホール 前夜祭（2007年12月24日 - 25日、大阪松竹座）伊藤・浜中・室龍規・菊岡
- 関西ジャニーズJr. おめでとう in 城ホール（2008年1月3日、大阪城ホール）伊藤・浜中・室龍規・菊岡
- 関西ジャニーズJr. @大阪松竹座 2008夏（2008年8月19日 - 8月28日、大阪松竹座）通称“ベテラン”として（伊藤・浜中・室龍規・菊岡）
- 関西Jr.ユニットコンサート in 大阪松竹座2008〔Little Gangsとの合同公演〕（2008年12月10日 - 11日、大阪松竹座）伊藤・浜中・室龍規・菊岡・山碕
- 関西ジャニーズJr.'08 Merry X'mas Concert（2008年12月23日 - 26日、梅田芸術劇場）
- Tough Weeds 光の射すほうへ…AND SHOW TIME（2009年8月2日 - 27日、大阪松竹座）伊藤・浜中・室龍規・菊岡・室龍太・山﨑
- 関西ジャニーズJr. UME（ユメ）コン2009（2009年6月18日 - 20日、梅田芸術劇場）
- 関西ジャニーズJr. Xマスやで! 全員集合! @大阪松竹座 '09（2009年12月1日 - 7日、大阪松竹座）
- 少年たち 格子無き牢獄（2010年8月3日 - 28日、大阪松竹座）伊藤・浜中・室龍規・菊岡・室龍太・山﨑
- 春休み all関西ジャニーズJr. with中山優馬 in 大阪城ホール（2010年3月28日・29日、大阪城ホール）
- 関西ジャニーズJr. X'Masコンサート2010（2010年12月4日 - 12月25日、大阪松竹座）
- 関西ジャニーズJr. あけましておめでとうコンサート 2011（2011年1月2日・3日、大阪城ホール）伊藤・浜中・室龍規・菊岡・室龍太・山﨑
- 関西ジャニーズJr. with 中山優馬 2011 春（2011年3月5日 - 5月29日）
- 少年たち 格子無き牢獄 & SHOW TIME!（2011年8月3日 - 27日、大阪松竹座）濵田崇裕with Veteranとして（浜中・室龍規・菊岡・室龍太・山﨑）
- 関西ジャニーズJr. X'Masコンサート2011 B.A.D. / 濵田崇裕with Veteranコンサート（2011年12月5日 - 25日、大阪松竹座）濵田崇裕with Veteranとして
- 関西ジャニーズJr. 春休みスペシャルコンサート2012（2012年3月24日 - 4月5日、大阪松竹座）濵田崇裕 with Veteranとして（浜中・室龍規・菊岡・室龍太・山﨑）
- 少年たち 格子無き牢獄& SHOW TIME!（2012年8月4日 - 27日、大阪松竹座）濵田崇裕 with Veteranとして
- 関西ジャニーズJr. X'masコンサート 2012（2012年12月2日 - 12月25日、大阪松竹座） - 濵田崇裕 with Veteranとして
- 関西ジャニーズJr. 春休みスペシャルコンサート 2013（2013年3月5日 - 3月27日、大阪松竹座）
- ANOTHER（2013年8月3日 - 27日、大阪松竹座）濵田崇裕 with Veteranとして
- 関西ジャニーズJr. X’masコンサート2013（2013年12月1日 - 12月25日、大阪松竹座）

ラジオ
- 関西ジャニーズJr.もぎたて関ジュース（2007年4月 - 、ラジオ関西）チームべてらんとして（伊藤・浜中・室龍規・菊岡）

## Kitty
2006年7月に初お披露目。

## OSSaN
2006年8月結成。関西ジャニーズJr.内ユニット。2006年夏の大阪松竹座公演『関ジャニ∞ サマースペシャル2006 Another's "ANOTHER"』の楽屋で突如ユニット結成がメンバーに知らされ、その日のうちにステージで関ジャニ∞のメンバーによってファンに発表された。結成時のメンバーは大田(O)・千崎(S)・佐竹(S)・長尾(N)の4人であり、ユニット名はOSSN（読み：オッサン）。その後9月からの関ジャニ∞のツアーにも同行し、雑誌『POTATO』では2006年11月号に初登場している。
2007年12月の『関西ジャニーズJr. Xmas in 松竹座 おめでとう in 城ホール 前夜祭』では4人と一緒に関西ジャニーズJr.の足立匡がパフォーマンスを披露。そして2008年8月の大阪松竹座公演『関西ジャニーズJr. @大阪松竹座 2008夏』を控えてのインタビューでは大田・千崎・佐竹の3人で出演する意気込みを語っていたが、実際の公演には足立が正式にメンバーとして参加し、4人で新生OSSaNが始動した。しかし翌月に開催された『バッテリー・ごくせん大阪凱旋コンサート』では足立の姿は無くなり、雑誌のグラビアも大田・千崎・佐竹の3人のままで掲載されていた。
メンバー
- 大田裕明（ギター→ベース）
- 千崎涼太（ドラム）
- 佐竹滉輝（ベース→ギター）

過去のメンバー
- 足立匡（ギター）
- 長尾宥希（ベース）

オリジナル曲
- maze（2007年、作詞：白井裕紀、作曲：加藤裕介） - JASRAC作品コード：144-5469-6。「関西ジャニーズJr. 大阪松竹座 2007」本番2週間前にもらった初のオリジナル曲

出演
コンサート・舞台
- 関ジャニ∞ サマースペシャル2006 Another's "ANOTHER"（2006年8月3日 - 27日、大阪松竹座）大田・千崎・佐竹・長尾
- ファーストWinterコンサート2006（2006年12月16日 - 25日、大阪松竹座）大田・千崎・佐竹・長尾
- 関西ジャニーズJr. 大阪城ホール FIRST CONCERT2007（2007年5月6日、大阪城ホール）大田・千崎・佐竹・長尾
- 関西ジャニーズJr. 大阪松竹座 2007（2007年8月6日 - 8月23日、大阪松竹座）大田・千崎・佐竹・長尾
- JOHNNYS'Jr. Hey Say 07 in YOKOHAMA ARENA（2007年9月23日 - 9月24日、横浜アリーナ）
- 関西ジャニーズJr. Xmas in 松竹座 おめでとう in 城ホール 前夜祭（2007年12月24日 - 25日、大阪松竹座）大田・千崎・佐竹・長尾+足立（関西ジャニーズJr.として）
- 関西ジャニーズJr. おめでとう in 城ホール（2008年1月3日、大阪城ホール）
- 関西ジャニーズJr. @大阪松竹座 2008夏（2008年8月19日 - 8月28日、大阪松竹座）大田・千崎・佐竹・足立
- バッテリー・ごくせん大阪凱旋コンサート（2008年9月1日 - 2日、梅田芸術劇場）大田・千崎・佐竹+林真鳥（キーボード）

ラジオ
- 関西ジャニーズJr.もぎたて関ジュース（2007年4月 - 、ラジオ関西）

バラエティ
- 関西ジュニア青春バス（2008年4月5日 - 9月27日、サンテレビ） - 佐竹・千崎

## Tap Kids
2006年8月15日から25日に行われたジャニーズJr.のコンサート「ジャニーズJr.の大冒険!」のために結成されたユニット。タップダンスを得意とし、2006年の『滝沢演舞城』などにも出演したメンバーを集めて作られた。雑誌『POTATO』では2006年9月号で中島裕翔、神田憲征、森本龍太郎の3人組として初登場しており、当初ユニット名は全て大文字で「TAP KIDS」だった。リーダーは中島。
メンバー
結成時（TAP KIDS）
- 中島裕翔、神田憲征、森本龍太郎

『ジャニーズJr.の大冒険!＠メリディアン』2006年8月16日出演時（Tap Kids）
中島、神田、森本以外の5名はサポートメンバーとして追加され、『ジャニーズJr.の大冒険!＠メリディアン』コンサート終了と共に脱退。
- 中島裕翔、神田憲征、森本龍太郎、渡辺翔太、小野寺一希、富井翔太、江上龍、大森隼

『duet』2007年4月号発売時（Tap Kids）
- 中島裕翔、神田憲征、森本龍太郎、森本慎太郎

出演
コンサート
- ジャニーズJr.の大冒険!（2006年8月15日 - 25日、ホテル・グランパシフィック・メリディアン）
- 2007謹賀新年あけましておめでとう!ジャニーズJr.大集合!（2007年1月2日 - 7日、日本武道館）中島・森本

## Kitty Jr.
雑誌『POTATO』2006年9月号に5人組として初登場。当初ユニット名は「kitty Jr.」表記で“K”は小文字だった。
メンバー
結成時
- 山田涼介、京本大我、伊藤拓美、滝野雄、龍興直弥

『ジャニーズJr.の大冒険!＠メリディアン』2006年8月16日出演時（Kitty Jr.）
　山田、京本、伊藤以外の6名はサポートメンバーとして追加され、『ジャニーズJr.の大冒険!＠メリディアン』コンサート終了と共に脱退。
- 山田涼介、京本大我、伊藤拓美、滝野雄、龍興直弥、佐久間大介、宮舘涼太、野澤祐樹、髙﨑俊吾

『duet』2007年4月号発売時（Kitty Jr.）
- 山田涼介、京本大我、伊藤拓美、知念侑李

出演
コンサート
- ジャニーズJr.の大冒険!（2006年8月15日 - 25日、ホテル・グランパシフィック・メリディアン）
- you達の音楽大運動会（2006年9月30日・10月1日、代々木第一体育館）
- 2007謹賀新年あけましておめでとう!ジャニーズJr.大集合!（2007年1月2日 - 7日、日本武道館）山田・京本

## ムエタイ向井ブラザーズ
入所日の2006年10月8日に結成。関西ジャニーズJr.内の兄弟ユニット。3年程活動した。
メンバー
- 向井康二（弟）
- 向井達郎（兄）

出演
- ファーストWinterコンサート2006（2006年12月16日 - 25日、大阪松竹座）
- 関西ジャニーズJr. 大阪城ホール FIRST CONCERT2007（2007年5月6日、大阪城ホール）
- 関西ジャニーズJr. 大阪松竹座 2007（2007年8月6日 - 23日、大阪松竹座）
- 関西ジャニーズJr. Xmas in 松竹座 おめでとう in 城ホール 前夜祭（2007年12月24日 - 25日、大阪松竹座）
- 関西ジャニーズJr. @大阪松竹座 2008夏（2008年8月19日 - 28日、大阪松竹座）

## TOP Kids
2006年11月結成。結成時のメンバーは中山優馬、バッケス健人、神山智洋の3人で、当初は「TOP3」というユニット名で『ファーストWinterコンサート2006』への出演が予定されていたが、結局出演時には「TOP Kids」とユニット名が変更された。雑誌『POTATO』では2007年3月号で初登場。のちにバッケスが脱退し、藤井流星が加入。2007年5月6日の『関西ジャニーズJr. 大阪城ホール FIRST CONCERT2007』には中山・神山・藤井の3人で出演している。
メンバー
- 中山優馬
- 神山智洋
- 藤井流星

過去のメンバー
- バッケス健人

出演
- ファーストWinterコンサート2006（2006年12月16日 - 25日、大阪松竹座）中山・バッケス・神山
- 関西ジャニーズJr. 大阪城ホール FIRST CONCERT2007（2007年5月6日、大阪城ホール）
- 関西ジャニーズJr. 大阪松竹座 2007（2007年8月6日 - 8月23日、大阪松竹座）
- JOHNNYS'Jr. Hey Say 07 in YOKOHAMA ARENA（2007年9月23日 - 9月24日、横浜アリーナ）
- 関西ジャニーズJr. Xmas in 松竹座 おめでとう in 城ホール 前夜祭（2007年12月24日 - 25日、大阪松竹座）
- 関西ジャニーズJr. おめでとう in 城ホール（2008年1月3日、大阪城ホール）

## Little Gangs
関西ジャニーズJr.内のユニット。
メンバー
2006年12月時点（13人編成）
- 林真鳥、楠本幸登、上村雅哉、藤原丈一郎、福野麗生馬、掛川悠哉、新矢悠貴、山下颯、横山京平、山口健太、餅田貴大、小野美勇士、吉田涼也

2007年5月時点（14人編成）
- 林真鳥、小野美勇士、山下颯、掛川悠哉、バッケス健人、楠本幸登、藤原丈一郎、石田英剛、新矢悠貴、横山京平、吉田涼也、福野麗生馬、山口健太、上村雅哉

2007年6月時点（7人編成）
- 林真鳥、バッケス健人、楠本幸登、石田英剛、吉田涼也、山口健太、上村雅哉

2008年10月時点（9人編成）
- 楠本幸登、フューガルショーン悟空、バッケス健人、竜田昴征、山下颯、古謝那伊留、岡崎拓弥、向井康二、藤原丈一郎

2009年6月時点（8人編成）
- 楠本幸登、フューガルショーン悟空、バッケス健人、竜田昴征、古謝那伊留、岡崎拓弥、向井康二、藤原丈一郎

2011年12月時点（4人編成）
- 今江大地、岡崎拓弥、藤原丈一郎、中田篤志

出演
- ファーストWinterコンサート2006（2006年12月16日 - 25日、大阪松竹座）
- 関西ジャニーズJr. 大阪城ホール FIRST CONCERT2007（2007年5月6日、大阪城ホール）
- 関西ジャニーズJr. @大阪松竹座 2008夏（2008年8月19日 - 8月28日、大阪松竹座）
- 関西Jr.ユニットコンサート in 大阪松竹座2008〔Veteranとの合同公演〕（2008年12月10日 - 11日、大阪松竹座）楠本・フューガルショーン・バッケス・竜田・山下・古謝・岡崎・向井・藤原
- 関西ジャニーズJr.'08 Merry X'mas Concert（2008年12月23日 - 26日、梅田芸術劇場）
- 関西ジャニーズJr. UME（ユメ）コン2009（2009年6月18日 - 20日、梅田芸術劇場）
- Tough Weeds 光の射すほうへ…AND SHOW TIME（2009年8月2日 - 27日、大阪松竹座）
- 春休み all関西ジャニーズJr. with中山優馬 in 大阪城ホール（2010年3月28日・29日、大阪城ホール）
- 少年たち 〜格子なき牢獄〜（2010年8月3日 - 28日、大阪松竹座）藤原・岡崎・竜田・中田・今江
- 関西ジャニーズJr. あけましておめでとうコンサート 2011（2011年1月2日・3日、大阪城ホール）
- 関西ジャニーズJr. あけましておめでとうコンサート 2012（2012年1月2日・3日、大阪城ホール）
- 少年たち 格子無き牢獄& SHOW TIME!（2012年8月4日 - 27日、大阪松竹座）
- ANOTHER（2013年8月3日 - 27日、大阪松竹座）

## 7 WEST
「Hey! Say! 7 WEST」として結成され、2007年9月にお披露目された。のちに「7 WEST」に改称。2014年4月に重岡大毅、神山智洋、藤井流星、小瀧望のメンバー4人が、ジャニーズWESTとしてデビューしたため、消滅。

## 舞闘冠
2007年、NHK BSプレミアム『ザ少年倶楽部』内にて滝沢秀明プロジェクトで結成されたユニット。タッキー&翼がゲスト出演した10月14日放送分の収録後に滝沢秀明と屋良朝幸が会見を行い、屋良を中心とするダンスユニットの結成が発表された（この時点で他のメンバーは発表されず、後日発表）。『ザ少年倶楽部』でのパフォーマンスが中心。
メンバー
- 屋良朝幸（Musical Academy）
- 千賀健永（Kis-My-Ft2）
- 塚田僚一（A.B.C.）
- 山本亮太（M.A.D.）
- 浜中文一（Veteran）

オリジナル曲
2007年
- Now and forever（作詞：白井裕紀・新美香、作曲：ha-j）- JASRAC作品コード：147-7200-1。PVも作られており、滝沢が編集・プロデュースを行っている。

2008年
- C＝Normal（作詞：TAKESHI、作曲：Erik Lewander / Douglas Carr / Jones） - JASRAC作品コード：0Y6-4246-0
- Sweet Butterfly（作詞：大上豪、作曲：Davor Vulama / Moneca Delain、編曲：大西省吾） - JASRAC作品コード：0Y6-4260-5
- Grateful World（作詞・作曲：葉山拓亮） - JASRAC作品コード：153-0583-0

2009年
- 雪の降る日（作詞・作曲：葉山拓亮、ラップ詞：塚田僚一） - JASRAC作品コード：157-5102-3
- G To The Heaven（'09 金鳥コンバットCMソング）（作曲・編曲：横山克）

CM
- 大日本除虫菊 COMBAT（2009年）

## 室3兄弟
関西ジャニーズJr.内の兄弟ユニット。2007年12月の関西ジャニーズJr.大阪松竹座公演で三男の室将也を含めて初お披露目された。雑誌『Wink up』では2008年3月号でグラビア初登場。「室三兄弟」と表記されることもある。
メンバー
- 室龍規（長男）
- 室龍太（次男）
- 室将也（三男）

出演
- 関西ジャニーズJr. Xmas in 松竹座 おめでとう in 城ホール 前夜祭（2007年12月24日 - 25日、大阪松竹座）
- 関西ジャニーズJr. @大阪松竹座 2008夏（2008年8月19日 - 8月28日、大阪松竹座）
- バッテリー・ごくせん大阪凱旋コンサート（2008年9月1日 - 2日、梅田芸術劇場）
- 関西Jr.ユニットコンサート in 大阪松竹座2008〔BOYSとの合同公演〕（2008年12月7日 - 9日、大阪松竹座）
- 関西ジャニーズJr.'08 Merry X'mas Concert（2008年12月23日 - 26日、梅田芸術劇場）
- 関西ジャニーズJr. UME（ユメ）コン2009（2009年6月18日 - 20日、梅田芸術劇場）

## MADE
2008年結成。2020年解散。

## TOP3
メンバー
- 橋本良亮
- 野澤祐樹
- 真田佑馬

出演
- SUMMARY 2008（2008年8月2日 - 9月5日、Johnnys Theater）

## 中山優馬 w/7 WEST
2008年8月、『関西ジャニーズJr. @大阪松竹座 2008夏』にて「Hey! Say! 7 WEST w/優馬」として結成。「Hey! Say! 7 WEST」が「7 WEST」へ改称したため、本ユニット名も「中山優馬 w/7 WEST」に変わった。

## B.I.Shadow
2008年10月期のテレビドラマ『スクラップ・ティーチャー〜教師再生〜』の出演者（中島・髙畑・菊池）の3人で結成。雑誌『POTATO』では2008年11月号で初登場している。2009年6月4日に中山優馬 w/B.I.Shadowの結成が発表され、同年7月15日にシングル『悪魔な恋/NYC』でCDデビューを果たした。メンバーは雑誌『POTATO』2009年7月号や雑誌『duet』2009年7月号（2009年6月6日発売）では中島・菊池・松村北斗の3人組に、中山優馬 w/B.I.Shadow結成時および『duet』2009年8月号（2009年7月7日発売）では髙地優吾が加入し4人組となっている。2011年秋に、Sexy Zoneのデビューに伴い自然消滅。
メンバー
- 中島健人
- 菊池風磨
- 松村北斗（2009年春に加入）
- 髙地優吾（2009年5月 - 6月頭頃加入）

元メンバー
- 髙畑岬

出演
- 滝沢歌舞伎 -TAKIZAWA KABUKI-（2010年4月4日 - 5月8日、日生劇場） - 「B.I.SHADOW」として（髙地・中島・菊池・松村）

## Hip Hop JUMP
結成時のメンバーは田中・森田・萩谷・カミュー・ジェシーの5人で、初めての出番は2008年10月・11月に行われたA.B.C-ZとKis-My-Ft2のファーストコンサートだった。雑誌『Wink up』では2009年2月号でHip Hop Jumpのグループ名で初登場。その後、メンバーや人数は何度か変わり、「Jump」も「JUMP」に変更された。
メンバー
結成時
- 田中樹、萩谷慧悟、カミュー・ケイド、ルイス・ジェシー、森田美勇人

『POTATO』2009年7月号発売時
- 田中樹、萩谷慧悟、ルイス・ジェシー

『duet』2009年8月号発売時
- 田中樹、萩谷慧悟、ルイス・ジェシー、森田美勇人

『Wink up』2011年3月号発売時（HIP HOP JUMP）
- 田中樹、萩谷慧悟、ルイス・ジェシー、村田力斗、諸星翔希、角井健人

『Myojo』2011年12月号発売時（Hip Hop JUMP）
- 田中樹、萩谷慧悟、ルイス・ジェシー、諸星翔希、角井健人

出演
- ジャニーズJr.夏休み全員集合1日4公演!!（2009年8月18日、東京国際フォーラムホールA）
- 年末ヤング東西歌合戦!東西Jr.選抜大集合2010!A.B.C-Z+ジャニーズJr.選抜 VS 中山優馬+関西Jr.選抜（2010年11月26日・27日、NHKホール）
- みんなクリエに来てクリエ!2011【PART 4】（2011年5月23日 - 29日、シアタークリエ）

## They武道
2008年11月11日結成。宇宙Six結成に伴い消滅。

## Mis Snow Man
2009年1月結成。Snow Manとnoon boyzの前身。

## 森本慎太郎withスノープリンス合唱団
2009年6月7日、「森本慎太郎w/スノープリンス合唱団」として初お披露目される。スノープリンスの前身ユニット。
メンバー
- 森本慎太郎 他

出演
- フォーラム新記録!!ジャニーズJr.〔1日4公演やるぞ！〕コンサート（2009年6月7日、東京国際フォーラム） - 「森本慎太郎w/スノープリンス合唱団」として
- ジャニーズJr.夏休み全員集合1日4公演!!（2009年8月18日、東京国際フォーラムホールA）

## Big Gangs
2009年6月頃結成。関西ジャニーズJr.内ユニット。Gang-Starの前身ユニット。
メンバー
- 有本祐
- 上村雅哉
- 楠本幸登
- フューガルショーン悟空
- バッケス健人

出演
- 関西ジャニーズJr. UME（ユメ）コン2009（2009年6月18日 - 20日、梅田芸術劇場）
- 春休み all関西ジャニーズJr. with中山優馬 in 大阪城ホール（2010年3月28日・29日、大阪城ホール）

## Shadow WEST
関西ジャニーズJr.内ユニット。雑誌『POTATO』では2009年10月号に初登場。結成当初のメンバーは向井康二、金内柊真、北田和也の3人。
メンバー
- 向井康二
- 朝田淳弥
- 古謝那伊留
- 金内柊真
- 北田和也

出演
- 春休み all関西ジャニーズJr. with中山優馬 in 大阪城ホール（2010年3月28日・29日、大阪城ホール）
- 少年たち 格子無き牢獄（2010年8月3日 - 28日、大阪松竹座）
- 関西ジャニーズJr. あけましておめでとうコンサート 2011（2011年1月2日・3日、大阪城ホール）
- 関西ジャニーズJr. with 中山優馬 2011 春（2011年3月5日 - 5月29日）
- 少年たち 格子無き牢獄 & SHOW TIME!（2011年8月3日 - 27日、大阪松竹座）
- 関西ジャニーズJr. X'Masコンサート2011（2011年12月3日 - 12月25日、大阪松竹座）
- 関西ジャニーズJr. あけましておめでとうコンサート 2012（2012年1月2日・3日、大阪城ホール）
- 少年たち 格子無き牢獄& SHOW TIME!（2012年8月4日 - 27日、大阪松竹座）

## 京男
関西ジャニーズJr.内ユニット。「Gangs」というユニット名で千崎涼太、渡邉黎哉、平野勇気の3人で結成され、雑誌『POTATO』では2009年10月号に初登場。翌月のグラビアでは「京男」に改名された。
メンバー
『POTATO』2009年10月号発売時
- 千崎涼太、渡邉黎哉、平野勇気

2011年8月公演『少年たち 格子無き牢獄 & SHOW TIME!』出演時
- 千崎涼太、渡邉黎哉、室将也、仁田直人

出演
- 春休み all関西ジャニーズJr. with中山優馬 in 大阪城ホール（2010年3月28日・29日、大阪城ホール）
- 関西ジャニーズJr. あけましておめでとうコンサート 2011（2011年1月2日・3日、大阪城ホール）
- 少年たち 格子無き牢獄 & SHOW TIME!（2011年8月3日 - 27日、大阪松竹座）千崎・渡邉・室・仁田

## スノープリンス合唱団
2009年結成。

## B.B.V.
関西Jr.内ユニット・B.A.D.とBOYS、Veteranの3組が共に活動する際に使用されたユニット名。
メンバー
- B.A.D.
  - 中間淳太、桐山照史

- BOYS
  - 濵田崇裕、中田大智

- Veteran
  - 浜中文一、室龍規、伊藤政氏、菊岡正展、山碕薫太、室龍太

## 少年邦楽専科
読み：しょうねんほうがくせんか。舞台『滝沢歌舞伎 -TAKIZAWA KABUKI-』への出演のために結成されたユニット。
メンバー
- 京本大我（時代劇）
- 藤間貴彦（藤間流）
- 村治将之助（三味線）
- 林丈一（和太鼓）
- 今野貴之（詩吟）

出演
- 滝沢歌舞伎 -TAKIZAWA KABUKI-（2010年4月4日 - 5月8日、日生劇場）

## S.A.D.
2010年7月にミュージカル『PLAYZONE 2010 〜ROAD TO PLAYZONE〜』への出演のために結成されたユニット。JR.A・Travis Japanの前身ユニット。
メンバー
- 仲田拡輝
- 川島如恵留
- 森田美勇人
- 七五三掛龍也

## Gang Star
関西ジャニーズJr.のダンスユニット。
メンバー
2010年8月『少年たち 〜格子なき牢獄〜』公演時（※「Gang-Star」表記）
- 楠本幸登、フューガルショーン悟空、上村雅哉、有本祐

『WiNK UP』2013年11月号発売時
- 朝田淳弥、古謝那伊留、楠本幸登、藤原丈一郎、大橋和也、今江大地、三田壮一朗

『ジャニーズJr. CALENDAR 2015.4-2016.3』発売時
- 林真鳥、古謝那伊留、今江大地、草間リチャード敬太、藤原丈一郎、朝田淳弥、大橋和也、末澤誠也

出演
- 少年たち 格子無き牢獄（2010年8月3日 - 28日、大阪松竹座）楠本・フューガルショーン・上村・有本
- 関西ジャニーズJr. あけましておめでとうコンサート 2011（2011年1月2日・3日、大阪城ホール）
- 関西ジャニーズJr. あけましておめでとうコンサート 2012（2012年1月2日・3日、大阪城ホール）
- 関西ジャニーズJr. 平成25年明けましておめでとうコンサート（2013年1月5日・6日、大阪城ホール）
- まいジャニコンサート vol.1（2013年3月2日・3日、オリックス劇場）
- ANOTHER（2013年8月3日 - 27日、大阪松竹座）
- まいジャニコンサート vol.2（2013年8月31日・9月1日、オリックス劇場） - 今江、朝田、古謝、藤原、楠本、大橋、三田

## ジャPAニーズ HI
2010年11月26日・27日にNHKホールにて開催された『年末ヤング東西歌合戦！ 東西Jr.選抜大集合2010！ A.B.C-Z+ジャニーズJr.選抜 VS 中山優馬+関西Jr.選抜』のために結成され、同イベントにてお披露目されたユニット。「ジャPAニーズ HI!」と表記されている場合もある。
メンバー
結成時
- 松倉海斗、宮近海斗、中村海人、目黒蓮ら研修生からオーディションで選ばれた総勢52名。

『POTATO』2011年2月号発売時（ジャPAニーズHIschool）
- 西本京平、望月浩平、荻野朋也、原嘉孝、上原勝太郎、岩岡修輝、佐藤勝利、林拓音、伊藤光希、青野歩輝、目黒蓮、西玲人、長妻怜央、田中虎太朗、阿部顕嵐、牛田悠介、櫻井龍之介、根岸葵海、大久保ルイス、中村海人、高田峻佑、宮近海斗、倉本郁、桂川若葉、松倉海斗、山縣悠己、秋葉瑠世、谷口優哉、髙橋凛、神宮寺勇太、三角章斗、福本大樹、岩橋玄樹、今村隼人、林蓮音、一宮大城

出演
- 年末ヤング東西歌合戦！ 東西Jr.選抜大集合2010！ A.B.C-Z+ジャニーズJr.選抜 VS 中山優馬+関西Jr.選抜（2010年11月26日・27日、NHKホール）

## JR.A
2011年7月結成。ミュージカル『PLAYZONE'11 SONG & DANC'N.』への出演のために結成されたユニット。S.A.D.の後継・Travis Japanの前身ユニット。
メンバー
- 仲田拡輝
- 川島如恵留
- 森田美勇人
- 七五三掛龍也

出演
- PLAYZONE'11 SONG & DANC'N.（2011年7月8日 - 8月7日、青山劇場 / 8月19日 - 21日、中日劇場 / 8月28日 - 31日、梅田芸術劇場）
- 滝沢歌舞伎 2012（2012年4月8日 - 5月6日、日生劇場）　

## noon boyz
2011年10月結成。16代目いいとも青年隊。
メンバー
- 真田佑馬
- 野澤祐樹

出演
テレビ番組
- 森田一義アワー 笑っていいとも!（2011年10月 - 2014年3月、フジテレビ）
- 笑っていいとも!増刊号（2011年10月 - 2014年3月、フジテレビ）

コンサート・舞台
- ABC座 星（スター）劇場（2012年2月4日 - 29日、日生劇場） - 中島健人・菊池風磨と交互出演
- ジャニーズ銀座 Youの前にはMeがいる!〔A.B.C-Z with noon boyz〕（2012年5月11日 - 13日、シアタークリエ）
- JOHNNYS' Worldの感謝祭 in 東京ドーム（2013年3月16日 - 17日、東京ドーム）
- Live House ジャニーズ銀座〔noon boyz+ジャニーズJr,〈Part1〉〕（2013年4月29日、30日、5月11日、5月25日、シアタークリエ）
- 銀河英雄伝説 第四章 後篇 激突（2014年2月12日 ‐ 3月2日、青山劇場）

CM
- サーティワンアイスクリーム「チャレンジ・ザ・トリプル」（2013年8月 - ） ※神宮寺勇太、岩本照も出演

## Aぇ少年
2011年結成。関西ジャニーズJr.内ユニット。
メンバー
- 永瀬廉
- 西畑大吾
- 吉野伊織
- 白本祥太
- 正門良規

出演
- 関西ジャニーズJr. 『X'masコンサート 2011』（2011年12月3日 - 12月25日、大阪松竹座）
- 少年たち 格子無き牢獄 & SHOW TIME!（2011年8月3日 - 27日、大阪松竹座）
- 関西ジャニーズJr. 『あけましておめでとうコンサート2012』（2012年1月2日・3日、大阪城ホール）
- 関西ジャニーズJr. 『春休みスペシャルコンサート 2012』（2012年3月24日 - 4月5日、大阪松竹座）
- 関西ジャニーズJr. 平成25年明けましておめでとうコンサート（2013年1月5日・6日、大阪城ホール）
- 少年たち 格子無き牢獄& SHOW TIME!（2012年8月4日 - 27日、大阪松竹座）
- ANOTHER（2013年8月3日 - 27日、大阪松竹座）

## Kin Kan
2012年夏結成。関西ジャニーズJr.内ユニット。

## なにわ皇子
2012年8月に初お披露目。関西ジャニーズJr.内ユニット。

## Sexy Family
当初はSexy Zone、Sexy Boyz、Sexy 松（Show）、Sexy Girls（＝ファン）で構成されると発表されたが、その他のジャニーズJr.のメンバーもクレジットされていた。
メンバー
2015年3月11日『Sexy Power3』発売時
- 佐藤勝利、中島健人、菊池風磨、マリウス葉、松島聡、岩橋玄樹、神宮寺勇太、松倉海斗、松田元太、永瀬廉、平野紫耀、髙橋海人、ジェシー、増田良、半澤暁

2015年7月1日『Cha-Cha-Cha チャンピオン』発売時
- 佐藤勝利、中島健人、菊池風磨、マリウス葉、松島聡、永瀬廉、平野紫耀、髙橋海人、岩橋玄樹、神宮寺勇太、岸優太、松倉海斗、松田元太、増田良、半澤暁、長妻怜央、寺西拓人

### Sexy Boyz
以前からジャニーズJr.内のユニットとして存在しており、2013年の『Live House ジャニーズ銀座』などに出演していたが、2014年5月5日、Sexy Zoneコンサートの横浜アリーナ公演で、Sexy 松（Show）とともにSexy Zoneの弟分として結成（再編成）が発表された。2015年6月、岸と岩橋と神宮寺がMr.King vs Mr.Princeのメンバーに選ばれ、マリウスも2015年12月16日発売の10thシングル『カラフル Eyes』からSexy Zoneに再び参加したため、事実上消滅。
メンバー
2012年10月3日『Sexy Summerに雪が降る』発売時
- 松島聡（Sexy Zone）、マリウス葉（Sexy Zone）、神宮寺勇太、中村嶺亜、倉本郁、羽生田挙武、西畑大吾（Naniwa Oji）、永瀬廉（Naniwa Oji）

2013年4月 - 6月『Live House ジャニーズ銀座』出演時
- 神宮寺勇太、岩橋玄樹、岸優太、宮近海斗、中村嶺亜、松倉海斗、松田元太、羽生田挙武、倉本郁、高橋颯、林一平

2013年7月『ポポロ 2013年9月号』掲載時
- 神宮寺勇太、岩橋玄樹、平野紫耀、岡本カウアン

2014年4月 - 5月『ジャニーズ銀座 2014』出演時（※Sexy Boys表記）
- 神宮寺勇太、岩橋玄樹、岸優太、宮近海斗、阿部顕嵐

2014年5月5日・再編成時
- マリウス葉（Sexy Zone）、岩橋玄樹、神宮寺勇太

出演
- Live House ジャニーズ銀座（2013年5月1日 - 2日・8日 - 9日・15日 - 16日・29日 - 30日、シアタークリエ）
- フレッシュジャニーズJr. IN 横浜アリーナ（2012年12月16日、横浜アリーナ） - 倉本、羽生田、神宮寺、中村
- 『リアルスコープハイパー』スペシャルイベント Sexy Zone 佐藤勝利 with ジャニーズJr. In お台場合衆国2013（2013年8月21日、合衆国Open Summer スタジアム） - 岩橋・神宮寺・岸・宮近
- ガムシャラSexy夏祭り!!（2014年7月30日 - 8月10日、EXシアター六本木）

### Sexy 松（Show）
2014年5月5日、「Sexy Boyz」と同じくSexy Zoneの弟分として結成が発表された。名付け親は菊池風磨。松島が2015年12月16日発売の10thシングル『カラフル Eyes』からSexy Zoneへ再び参加し、実質消滅状態。
メンバー
- 松島聡（Sexy Zone）
- 松田元太
- 松倉海斗

出演
- ガムシャラSexy夏祭り!!（2014年7月30日 - 8月10日、EXシアター六本木）
- ガムシャラ J's Party!! Vol.7（2015年1月25日・26日、EXシアター六本木）

### 楽曲
Sexy Family
- Let's Go To Earth（作詞：EMI K.LYNN、作曲：佐藤泰将） - JASRAC作品コード：190-5809-8

Sexy Boyz
- 雨だって（作詞：伊橋成哉、作曲：Fredrik Samsson・伊橋成哉） - JASRAC作品コード：1D7-9400-4
- Don't Stop Sexy Boyz!（作詞：Jinny、作曲：Andreas Carlsson, Samuel Waermo） - JASRAC作品コード：1D9-5920-8

Sexy Boyz/Sexy 松（Show）
- この手をつなごう（作詞：松井五郎、作曲：馬飼野康二） - JASRAC作品コード：201-6787-3
- トラフィックジャム（作詞：MiNE、作曲：Susumu Kawaguchi・MiNE・Atsushi Shimada） - JASRAC作品コード：207-7948-8

## HiHi Jets
2015年10月26日結成。

## Love-tune
読みはラブトゥーン。2016年3月結成。2018年11月30日、事務所ホームページでメンバー全員の事務所の退所が発表された。

## Noisy Guys
Noisy Guys（ノイジーガイズ）雑誌『duet』、『POTATO』、『Wink Up』の2016年7月号（6月7日発売）でメンバー初公表。
メンバー
- 髙橋優斗
- 五十嵐玲央
- 藤井直樹
- 浮所飛貴
- 佐々木大光

## Classmate J
2016年、『ジャニーズ銀座』に合わせて結成。

## Johnny's5
2016年の舞台『DREAM BOYS』で結成された公演期間限定ユニット。舞台中では「ジェットボーイズ」。
メンバー
- 髙橋海人
- 髙橋優斗
- 橋本涼
- 井上瑞稀
- 猪狩蒼弥

## 宇宙Six
2016年11月11日結成。名付け親はジャニー喜多川。ファンの愛称は「エイリアン」。山本、江田、林の3人でのThey武道としての活動に終止符を打ち、「変革」としてメンバーを6人に増員して結成された。リーダーは松本幸大。2016年、嵐のコンサートツアーにて初お披露目され、以降も主に嵐のバックダンサーを務める。2018年3月31日、Johnny's webにて林翔太がユニット脱退を発表。また、2019年1月よりSnow Manを兼任していた目黒蓮が、同グループ2020年のCDデビュー決定に伴いSnow Manに専念することとなり、2019年8月8日に行われたジャニーズJr.の東京ドーム公演を最後に宇宙Sixを脱退、4名となった。
2020年、マギーとの新しいエンターテイメント作品・宇宙Sixトライアル#1『実験室』が2020年4月10日から19日まで品川プリンスホテルクラブeXで上演予定だったが、新型コロナウイルス感染拡大の影響で延期となった。
2020年10月2日に週刊文春が報じた重大な規約違反行為のため、10月1日付けで山本亮太が事務所との専属契約を解除、それに伴いグループを脱退。残るメンバー（江田、松本、原）とJr.部門を統括するジャニーズ事務所の滝沢副社長との話し合いの結果、「連帯責任としてけじめをつける」として3日付で解散することが決定した。
メンバー
- 江田剛 -     紫
- 松本幸大 -     緑
- 原嘉孝 -     オレンジ

過去のメンバー
- 林翔太（ - 2018年3月31日） -     赤
- 目黒蓮（ - 2019年8月8日） -     青
- 山本亮太（ - 2020年10月1日） -     黄

オリジナル曲
- UNIVERSE（作詞作曲：加藤裕介） - JASRAC作品コード：239-8345-1
- Make My Day（作詞：草川瞬、作曲：草川瞬、川口進、佐原康太）- JASRAC作品コード：250-5234-9

出演
舞台・コンサート
- ジャニーズ銀座2017（2017年5月21日 - 25日〔MADEと合同公演〕・26日 - 28日、シアタークリエ）
- お台場 踊り場 土日の遊び場（2017年11月4日・5日、お台場湾岸スタジオ特設会場）
- 30-DELUX NEW GENERATION THEATER featuring 宇宙Six
  - スクアッド（2018年3月28日 - 4月1日、新国立劇場小劇場 / 4月5日 - 8日、近鉄アート館） - 林は声のみの出演
  - のべつまくなし（2019年4月25日 - 5月6日、サンシャイン劇場 / 5月9日、愛知・青少年文化センター（アートピア） / 5月15日 - 18日、サンケイホールブリーゼ / 5月23日, 24日、北九州芸術劇場 中劇場） - 目黒は声の出演
  - のべつまくなし・改（2020年1月10日 - 12日、東京建物 Brillia HALL / 1月17日、福岡市民会館大ホール / 1月24日 - 26日、サンケイホールブリーゼ / 1月28日・29日、名古屋市芸術創造センター）
  - のべつまくなし・LIVE（2020年2月1日・2日、三越劇場）

- Summer Paradise 2018（2018年8月15日、TOKYO DOME CITY HALL）
- ジャニーズJr.8・8祭〜東京ドームから始まる〜（2019年8月8日、東京ドーム）
- Winter Paradise 2019 〜ふゆパラ〜（2019年11月25日 - 27日、東京グローブ座）

バラエティ
- ジャニーズJr.dex（2017年10月22日 - 2018年3月4日、フジテレビ）

外部リンク
- 宇宙Six プロフィール - ウェイバックマシン（2020年9月17日アーカイブ分）

## 美 少年
「Tokyo Boys」というユニット名で2016年11月23日に結成。

## 7 MEN 侍
2018年2月26日結成。

## 2020
2020年東京五輪に向けて2018年10月に構想されたユニットであり、読み方は2020（トゥウェンティートゥウェンティー＝仮名）。2018年10月7日から29日に行われたA.B.C-Z主演舞台『ABC座 ジャニーズ伝説 2018』の公開稽古で発表された。当初は少年忍者の派生ユニット「5忍者」と、少年忍者に所属する9名が候補生として発表。2018年中に20人を選出、2019年に20人増員させ、最終的に40人グループとなる予定だった。
候補メンバー
5忍者
- 元木湧、川﨑皇輝、ヴァサイェガ渉、北川拓実、内村颯太

少年忍者
- 青木滉平、久保田空輝、安嶋秀生、黒田光輝、豊田陸人、村上真都ラウール、織山尚大、平塚翔馬、檜山光成

出演
- ABC座 ジャニーズ伝説 2018

## Lil かんさい
2019年1月3日に受け取ったメールで結成を知らされ、同月発売のアイドル雑誌『Myojo』にて結成発表。結成日は2019年1月22日とされている。読みは「リトル かんさい」で、名付け親はジャニー喜多川。結成当時は全員中学生。同年2月に『ジャニーズWEST LIVE TOUR 2019 WESTV！』の大阪城ホール公演でファンにお披露目された。リーダーは『まいど!ジャーニィ〜』収録中に藤原丈一郎に任命されて岡﨑彪太郎に決定した。メンバーカラーは元々なんとなく決まっていたが、大倉忠義と一緒に決めた。メンバー全員が同じ高校出身。
2025年3月31日をもって當間琉巧が事務所を退所およびグループから卒業。当初は4月以降は残りの4人で活動していくとされていたが、同年4月1日、同日をもってグループとしての活動を一区切りとし、今後は個々で活動していくことを発表。當間以外の4人連名でジュニアファンクラブ会員向けにメッセージが発信され、「僕たちは、“5人でLil かんさい”という形に大きな愛を持って活動してきました」「4人で何度も話し合いを重ねた結果、僕たちの大切なグループを閉じるという決断になりました」と、決断に至った理由も明かされている。
メンバー
- 嶋﨑斗亜 -     赤
- 西村拓哉 -     青
- 大西風雅 -     紫
- 岡﨑彪太郎 -     黄 - リーダー

元メンバー
- 當間琉巧 -     緑

オリジナル曲
- Lil miracle（作詞・作曲：松坂康司） - JASRAC作品コード：248-2826-2、初のオリジナル曲
- Tell me Tell me!!（作詞：草川瞬、作曲：BJORNBERG JOAKIM CARL、ERIXON CHRISTOFER JONAS ROBIN、川口進） - JASRAC作品コード：1O7-4181-1。
- ミライヤー（作詞・作曲：松坂康司） - JASRAC作品コード：257-9026-9。
- La fiesta（作詞：TATSUNE、作曲：原一博） - JASRAC作品コード：261-0867-4。
- 碧空（作詞・作曲：PEACH、こさかりょうこ、高慶”CO-K”卓史、細見遼太郎） - JASRAC作品コード：279-1460-7。
- また君が好き（作詞：亜美、作曲：佐原康太、坂室賢一、草川瞬） - JASRAC作品コード：296-9284-9。
- SUMMER協奏曲

映像作品
- Lil かんさい LIVE 2024『一舞入魂』（2025年3月28日発売、ファミクラストアオンライン限定販売）

出演
舞台・コンサート・イベント
- 関西ジャニーズJr.「SPRING SPECIAL SHOW 2019」（2019年3月5日 - 31日、大阪松竹座）
- 少年たち 青春の光に…（2019年8月2日 - 30日、大阪松竹座）
- ジャニーズJr.8・8祭〜東京ドームから始まる〜（2019年8月8日、東京ドーム）
- 関ジュ 夢の関西アイランド 2020 in 京セラドーム大阪 〜遊びにおいでや！満足 100%〜（2020年1月11日 - 13日、京セラドーム大阪）
- Johnny's DREAM IsLAND 2020→2025 〜大好きなこの街から〜（2020年7月28日〔合同公演〕、万博記念公園 太陽の広場 / 8月11・12日〔Aぇ! group・Lil かんさい〕 / 8月15・16日〔Lil かんさい・関西ジャニーズJr.〕、有料生配信)
- Lil かんさい FIRST LIVE 2020 NEXT STAGE（2020年8月29日 - 31日、Zepp Namba）
- Kansai Johnny's Jr. DREAM PAVILION 〜Miracle NEXT STAGE〜（2020年12月8日 - 13日、オリックス劇場）
- 関西ジャニーズJr. あけおめコンサート2021〜関ジュがギューっと大集合〜（2021年1月3日 - 5日、大阪城ホールから有料生配信）
- ANOTHER 新たなる冒険（2021年3月1日 - 31日、大阪松竹座）
- ジャニーズ銀座2021 Tokyo Experience（2021年5月17日 - 23日、シアタークリエ）
- 関西ジャニーズJr. LIVE 2021-2022 THE BIGINNING〜狼煙〜（2021年12月23日・24日〔Lil かんさい・関西ジャニーズJr.〕、オリックス劇場 / 2022年1月2日 - 5日、大阪城ホール / 1月9日 - 10日、日本ガイシスポーツプラザ ガイシホール〔合同公演〕）
- JOHNNYS' Experience（2022年5月17日 - 22日、東京グローブ座）
- 関西ジャニーズJr. Space Journey! 〜僕たちの軌跡〜（2022年8月6日 - 15日〔西村・大西〕、8月18日 - 9月4日〔嶋﨑・岡﨑・當間〕、大阪松竹座）
- 関西ジャニーズJr. DREAM LIVE 2022 （2022年10月22日・23日、大阪城西の丸庭園）
- 関西ジャニーズJr.フレッシュ！LIVE 2022（2022年12月21日 - 25日、オリックス劇場）
- 関西ジャニーズJr. フレッシュ！フレッシュ！フレッシュ！LIVE〜兎にも角にもBIGジャンプ！〜（2023年1月3日 - 5日、大阪城ホール）
- 東西ジャニーズJr. Spring Paradise（2023年3月21日 - 4月2日、大阪松竹座 / 6月6日 - 8日、日本橋三井ホール）
- ALL Johnnys' Jr. 2023 わっしょいCAMP! in Dome（2023年7月16日・17日、京セラドーム大阪 / 8月19日・20日、東京ドーム）
- One ANOTHER（2023年7月31日 - 9月3日、大阪松竹座） - 西村・大西・岡﨑
- Summer Paradise 2023（2023年8月10日 - 30日、TOKYO DOME CITY HALL） - 嶋﨑・當間
- Livejack 2023 SMASH BEAT SP（2023年11月4日、大阪城ホール）
- 関ジュあけおめライブ2024 The 笑門来福（2024年1月3日 - 5日、大阪城ホール）
- Lil かんさい LIVE 2024 一舞入魂（2024年5月29日 - 31日、東京ガーデンシアター）
- 関西ジュニア サマバケ 2024（2024年8月1日 - 9月1日、大阪松竹座）
- KAMIGATA BOYZ DREAM IsLAND 2024 〜やっぱこの街好っきゃねん〜（2024年9月21日・22日、ヤンマースタジアム長居）
- GirlsAward 2024 AUTUMN / WINTER（2024年10月19日、幕張メッセ） - 大西・當間
- SHOWbiz 2025（2025年1月5日 - 13日、有明アリーナ）

テレビ番組
- Lil かんさいのBigなごやになりたいんや！（2020年1月5日、テレビ愛知）
- ミライヤー（2020年10月17日 - 2021年9月18日、テレビ大阪）
- Lil かんさいと行く！オトナの階段ツアー（2020年12月29日、テレビ愛知）
- よんチャンTV（2021年3月29日- 、毎日放送）
  - 木曜コーナー「Lilかんさいのありがとう！縁の下のマイスター」（2021年3月29日 - ） - 嶋﨑・西村・當間
  - 木曜コーナー「Lilかんさい×村瀬先生のどれだけ知ってる？人気モン検定」（2022年4月7日 - 2023年12月21日）

ラジオ番組
- 関西ジャニーズJr. とれたて関ジュース → 関西ジュニア とれたて関ジュース（2021年1月3日 - 2025年3月30日、ラジオ関西/ラジオNIKKEI）
- 関西ジュニアの“これ伝えたいねんけど”（2025年1月25日、ABCラジオ） - 嶋﨑・大西

映画
- 東西ジャニーズJr. ぼくらのサバイバルウォーズ（2022年4月1日公開、松竹） - 少年忍者と主演

広告・CM
- 大阪ガス「ミライトでんき」（2020年10月 - 2021年9月）
- AOKIフレッシャーズ（2022年1月20日 - ） 
- HEP FIVE「HEP FIVE BARGAIN & CLEARANCE SALE」（2023年7月1日 - 31日） - イメージキャラクター〔嶋﨑・當間〕 
- パルグループホールディングス 「パルクローゼット」
  - 「パルクロすっきゃねんず ランウェイ編」（2024年10月16日 - ） - 嶋﨑・西村・大西
  - 「パルクロすっきゃねんず 春コーデお披露目編」 （2025年2月11日 - ） - 岡﨑

ネット配信
- ジャニーズJr.チャンネル → ジュニアCHANNEL（2021年1月5日 - 、YouTube） - 木曜日担当

雑誌連載
- Lil かんさいの続・なにわA to Z（2021年1月号 - 2021年10月号、『関西ウォーカー』、KADOKAWA）
- はみだし！ミライヤー（2021年2月号 - 10月号、『月刊TVガイド』、東京ニュース通信社） -「ミライヤー」とのコラボ連載

## IMPACTors
2020年10月16日結成。それまで個人で活動していた7人が、2019年から揃っての活動が目立つようになる。ユニット名は無かったが、2020年のシアタークリエのライブ公演の「Cパート」に出演予定（コロナの影響で中止）だったため、ファンの間で「クリエC」と自然に呼ばれるようになる。同年8月の『緊急生配信!! Johnny's World Happy LIVE with YOU Jr.祭り 〜Wash Your Hands〜』や『Summer Paradise 2020 俺担ヨシヨシ 自担推し推し 緊急特別魂』でも7人揃ってのパフォーマンスを披露していた。
2020年10月16日にテレビ朝日系音楽番組『ミュージックステーション』の本番5分前に名付け親の滝沢秀明からグループ名を告げられ、放送中のテロップで結成発表された。読みは「インパクターズ」（アクセントは「パ」に核を置く）。由来は「“衝撃”を意味する"IMPACT"と、俳優"ACTOR"を掛け合わせた」「世界にインパクトを与える、衝撃と伝説を残す」。「IMPACT」は黒で“カッコよさ”、「ors」はピンクで“儚さやミステリアス”というコンセプトを込めて表記され、「黒の中にピンクがあるように、ちがう側面も出していけ」という意味がある。ファンネームは「PINKy（ピンキー）」。
2023年5月25日をもってメンバー7人全員がジャニーズ事務所を卒業（退所）。同年7月14日、滝沢が新たに設立した芸能事務所「TOBE」に7人が所属し、「IMP.」として再始動することが発表された。
メンバー
メンバーカラーは、シアタークリエ公演前に、ジャニーズJr.公式サイト「ISLAND TV」よりSNS上にて一般の意見を募集し、一度は決定したが、その後グループ名が正式に決定したのを機に2020年12月に変更された。
- 佐藤新 -     白 →     ピンク（センター）
- 影山拓也 -     赤 →     赤（リーダー）
- 鈴木大河 -     緑 →     青
- 基俊介 -     オレンジ →     緑（MC担当）
- 椿泰我  -     黄 →     オレンジ
- 横原悠毅 -     青 →     紫
- 松井奏 -     ピンク →     黄

オリジナル曲
- Top Of The World（詞：YUI MUGINO、曲：LEE STEVEN・SQVARE ・TAKUYA HARADA）- JASRAC作品コード：1P0-3471-0。初のオリジナル曲で、MVも製作された。
- Wildfire（詞：YUI MUGINO、曲：LINDBERG MARCUS・NORDQVIST ALBIN HALVAR OLAUS・ATSUSHI SHIMADA・MINE）- JASRAC作品コード：1P4-6310-6
- Fighter（詞：YUI MUGINO、曲：草川瞬・OHRN ANDREAS JAKOB ERIK・SMITH HENRIK MARTIN） - JASRAC作品コード：1Q8-7517-3
- COOL DON’T LIE（詞：YUI MUGINO、曲：川口進）-  JASRAC作品コード：1Q8-9809-2

出演
舞台・コンサート
- Johnnys' Jr. Island FES（2020年11月28日・29日、有料生配信）
- 滝沢歌舞伎ZERO 2021（2021年4月8日 - 5月16日、新橋演舞場 / 6月2日 - 27日、御園座）
- ジャニーズ銀座2021 Tokyo Experience（2021年5月24日 - 30日、シアタークリエ）
- Summer Paradise 2021（2021年8月20日 - 30日、TOKYO DOME CITY HALL）
- 虎者 NINJAPAN 2021（2021年10月6日 - 28日、南座 / 11月3日 - 27日、新橋演舞場 / 12月1日 - 8日、御園座 / 12月11日・12日、広島文化学園HBGホール）
- 滝沢歌舞伎ZERO 2022（2022年4月6日 - 5月16日、新橋演舞場）
- Summer Paradise 2022（2022年8月19日 - 30日、TOKYO DOME CITY HALL）
- 第35回 マイナビ 東京ガールズコレクション 2022 AUTUMN/WINTER（2022年9月3日、さいたまスーパーアリーナ）
- 東西ジャニーズJr. Spring Paradise（2023年3月7日 - 12日、大阪松竹座 / 5月22日 - 25日、日本橋三井ホール）

CM
- 明治「TANPACT」シリーズ（2021年9月 - ） - 飯尾和樹と期間限定ユニット「TANPACTors」結成

外部リンク
- IMPACTors プロフィール - ウェイバックマシン（2022年5月15日アーカイブ分）

## Go!Go!kids
2022年5月3日に東京グローブ座で行われた『JOHNNYS' Experience』で8人組グループとして結成が発表された。グループの特技はローラースケート。
2024年10月20日、鮫島令が有料会員サイト「FAMILY CLUB web」で10月31日でSTARTO ENTERTAINMENTを退所することを発表した。
2025年3月5日、寺澤小十侑の無期限活動自粛が発表された。同年3月末をもって佐久間玲駈が退所し、三村航輝が同年6月末で退所すると発表された。
STARTO社より、2025年7月24日をもってグループの活動を終了することが発表された。
メンバー
- 田仲陽成
- 寺澤小十侑
- 松浦銀志
- 上原剣心
- 羽村仁成

元メンバー
- 鮫島令
- 佐久間玲駈
- 三村航輝

出演
舞台・コンサート・イベント
- JOHNNYS' Experience（2022年5月3日 - 8日、東京グローブ座）
- 第35回 マイナビ 東京ガールズコレクション 2022 AUTUMN/WINTER（2022年9月3日、さいたまスーパーアリーナ）
- 東西ジャニーズJr. Spring Paradise（2023年3月18日・19日、大阪松竹座 / 6月10日 - 12日、日本橋三井ホール）
- ALL Johnnys' Jr. 2023 わっしょいCAMP! in Dome（2023年7月16日・17日、京セラドーム大阪 / 8月19日・20日、東京ドーム）
- ABC座星（スター）劇場2023 〜5 Stars Live Hours〜（2023年12月7日 - 21日、帝国劇場）
- 祭 GALA（2024年4月1日 - 29日、新橋演舞場） - 寺澤・松浦・羽村
- マイナビ サマステライブ2024 SUMMER GO! MIRAI GO! 東だ！西だ！全員集合（2024年7月19日 - 28日、EX THEATER ROPPONGI）
- MASSARA（2024年9月4日 - 29日、新橋演舞場） - 田仲・寺澤・羽村・松浦・三村
- SHOWbiz 2025（2025年1月5日 - 13日、有明アリーナ） - 佐久間除く
- 第40回 マイナビ 東京ガールズコレクション 2025 SPRING/SUMMER（2025年3月1日、国立代々木競技場第一体育館） - 田仲・松浦・上原・三村

テレビ番組
- ジャニーズJr.ランドNEO→ジュニランNEO（2023年4月28日 - 、TBSチャンネル1 / SPOOX）

外部リンク
- Go!Go!kids プロフィール - ウェイバックマシン（2025年7月1日アーカイブ分）